# 神木 (神道)

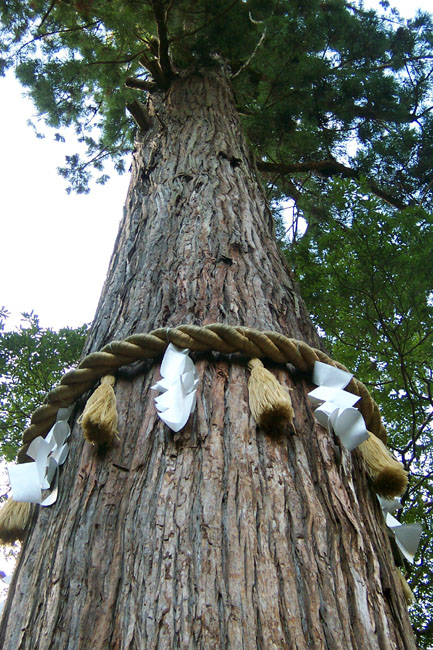
由岐神社内被注连绳缠绕着的神木

神木（日语：／ shinboku）是指在神道教中被奉为神体（即神社中或附近供奉的被尊奉为神灵居所之物）的树木或森林。神木在周围环境中通常较为显目，因其一般被注连绳缠绕着。
相关术语“御神木”指神道教神社和神宫内被视为神圣的树木，以及它们周围的森林，以及非为砍伐而种植的树木。该词亦指神社或私人拥有的树木，这些树木在民间传说中有着特殊的起源。此外，神木也可能指专门为种植而砍伐的树木，或为建造神社而野生生长的树木。